# Didymocantha picta
Didymocantha picta är en skalbaggsart som beskrevs av Bates 1874. Didymocantha picta ingår i släktet Didymocantha och familjen långhorningar. Inga underarter finns listade i Catalogue of Life.